# Sander Thoenes
Sander Thoenes (Enschede, 7 november 1968 - Dili (Oost-Timor), 21 september 1999) was een Nederlandse freelance journalist en verslaggever die vrijwel zeker door het Indonesische leger is vermoord.
De Sander Thoenes-lezing wordt ieder jaar ter nagedachtenis van deze moord door de NVJ (Nederlandse Vereniging voor Journalisten) georganiseerd.

## Gebeurtenissen omtrent de moord
Sander Thoenes was op 21 september 1999 naast enkele honderden andere journalisten op Oost-Timor aangekomen om de aankomst van de zojuist gearriveerde (Australische) Interfet-vredesmacht te verslaan. Vlak na aankomst wilde hij Becora, een wijk in Dili waar veel voorstanders van onafhankelijkheid voor Oost-Timor woonden en die daarom doelwit was van terreuracties, bezoeken. Op de weg daarnaartoe werd de motortaxi waarin hij zich bevond staande gehouden door het 745-ste bataljon van het Indonesische leger; dat bataljon had daarvoor op dezelfde dag ook een aanslag op de Britse journalist Jon Swain, de Amerikaanse fotograaf Chip Hires, hun tolk Anacleteo Bendito da Silva en hun chauffeur gepleegd (die door Hires en Swain werd overleefd). Toen de chauffeur de blokkade wilde ontvluchten, werd het vuur geopend. Hoewel de chauffeur wist te ontkomen, werd het lichaam van Thoenes de volgende dag verminkt in de bosjes naast de weg teruggevonden.
Het onderzoek naar de moord, waar zowel de Nederlandse politie als de Australische militaire politie bij betrokken was, is door tegenwerking (of gebrek aan medewerking) van de Indonesische autoriteiten tot op de dag van vandaag nog niet afgerond.
De journaliste Step Vaessen vertelde tijdens haar deelname aan het programma Kijken in de ziel over de moord en maakte ook een documentaire over de invloed van de dood van Thoenes op haar werk en persoonlijk leven.